# 永嶋久子
永嶋久子（ながしま　ひさこ、1938年10月28日 - ）は、元資生堂美容技術専門学校校長、元資生堂取締役、資生堂の海外派遣美容部員第1号。福岡県嘉穂郡碓井町（現・嘉麻市）出身。

## 経歴
福岡県山田市（現・嘉麻市）の福岡県立山田高等学校を卒業後、両親の勧めで地元の料亭へ奉公へ出たが1959年、20歳の時に資生堂福岡販売（株）に入社。外国人の客に対しても物怖じしない接客態度が買われ、1962年、海外派遣美容部員の第1号として香港へ派遣される。以後、1989年までの27年間にタイ、シンガポール、カナダ、アメリカと、世界34ヶ国で資生堂の立ち上げ業務に携わり、単身で海外に派遣され百貨店の化粧品売場でカウンターを開設した。年間の3分の2が海外滞在であった。1990年に取締役就任、同社2人目の女性役員となる。1997年より2009年まで資生堂美容技術専門学校校長。愛称は「スーパー美容部員」、海外では「資生堂のチャコ」と呼ばれている。資生堂の世界進出に貢献した海外派遣美容部員のパイオニア。

## 著書
- 『私のハートビジネス - 世界に挑戦した女の物語』（東洋経済新報社） ISBN 4492040293
- 『資生堂のエレガンス』（小学館）　ISBN 4093963614
- 『肌にふれて心にふれて』（西日本新聞社）※青木忠興との共著 　ISBN 4816705880